# Grote ijsvogelvlinder
De grote ijsvogelvlinder of Nijmeegse kapel (Limenitis populi) is een vlinder uit de familie Nymphalidae (vossen, parelmoervlinders en weerschijnvlinders). De voorvleugellengte varieert tussen de 32 en 43 millimeter.
De vlinder is een Centraal-Europese soort en vliegt van zeeniveau tot 1500 meter. De grote ijsvogelvlinder werd in Nederland aangetroffen maar is sinds 1995 verdwenen. In Nederland was de soort bekend van een kleine geïsoleerde populatie op het westen van het waddeneiland Terschelling en enkele waarnemingen uit het zuiden van Limburg en de omgeving van Enschede. In Vlaanderen is de soort sinds 1957 uitgestorven en in Wallonië wordt ze nog gevonden op slechts enkele vliegplaatsen in twee provincies.
De vlinder geeft de voorkeur aan bossen als leefgebied. Vooral in bossen langs stromende rivieren wordt de soort wel aangetroffen. De rupsen hebben populieren als waardplant. Ze eten de bovenste helft van populierenbladen maar laten de middennerf van het blad staan. Om te overwinteren maakt de rups een overwinteringscocon of hybernaculum van plantaardig materiaal.
De vliegtijd is van mei tot en met juli.

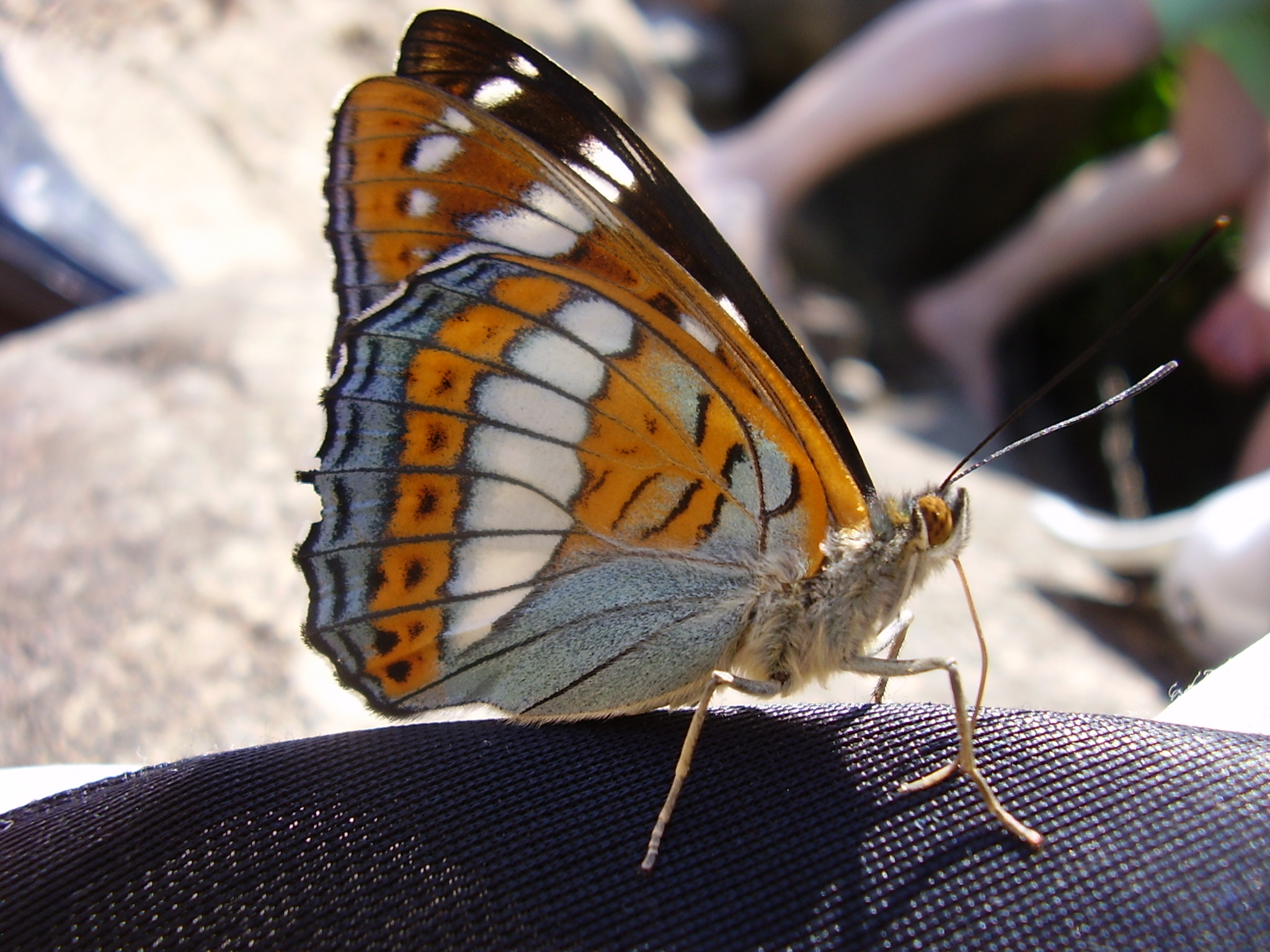